# Идро
Идро (итал. Idro, ломб. Ìder) — коммуна в Италии, в провинции Брешиа области Ломбардия.
Население составляет 1694 человека, плотность населения составляет 77 чел./км². Занимает площадь 22 км². Почтовый индекс — 25074. Телефонный код — 0365.
Покровителем коммуны почитается святой архангел Михаил, празднование 29 сентября.